# Оркестар Шајка
Оркестар Шајка је музички састав из Београда, који се бави староградском и народном музиком.
Са 100 песама учествовали у стварању изванредне компилације „Староградски Бисери“ на 9 компакт дискова у издању дискографске куће Hi-Fi Centar. На њој се налазе сами бисери староградске и народне музике.
Оркестар већ дуги низ година музицира у непромењеном саставу и иза њих стоји неколико десетина хиљада сати заједничког свирања.
Свирају на свим врстама прослава (музика за свадбе, крштења, рођендане...) у акустичарској варијанти. Свирају и озвучену акустику као и такозване струјашке варијанте тј. са електричним инструментима (електрична гитара, виолина, хармоника, клавијатуре, певачица) са веома широким репертоаром народне староградске музике.

## Чланови састава:
- Оливер Роланд - вокал, гитара
- Драган Лаушевић - виолина, пратећи вокал
- Ненад Секулоски - хармоника
- Бранислав Ковачевић - контрабас, пратећи вокал

## Први ауторски албум
Крајем 2014. године издају свој први ауторски албум под називом "Кад стварност изгуби сјај".
Осим чланова оркестра на изради албума учествовали су и Веса Малданер као тонски сниматељ и продуцент, Неша Балалајка и Предраг Баралић као музичари и пратећи вокали Александра Грујић, Биљана Вукотић, Славка и Ана Барбул.
Посебну захвалност Бранку Милановићу који је поклонио своје дивне песме за овај пројекат.